# علی السبع
علی السبع (عربی: علي عباس السبع؛ زادهٔ ۲۴ ژوئن ۱۹۹۴) بازیکن فوتبال اهل لبنان است.
از باشگاه‌هایی که در آن بازی کرده‌است می‌توان به باشگاه ورزشی النجمه لبنان اشاره کرد.
وی همچنین در تیم‌های ملی فوتبال زیر ۲۰ سال لبنان و لبنان بازی کرده‌است.